# Boris Godounov (film, 1922)
Pour les articles homonymes, voir Boris Godounov (homonymie) et Godounov.
Pour plus de détails, voir Fiche technique et Distribution.
Boris Godounov (titre original : Der falsche Dimitry) est un film allemand  muet réalisé par Hans Steinhoff, sorti en 1922.
L'interprétation de Steinhoff est basée sur les événements historiques tels que présentés dans la pièce d'Alexandre Pouchkine ainsi que dans le fragment dramatique de Friedrich von Schiller Demetrius et le fragment dramatique de Friedrich Hebbel.

## Synopsis
Le règne du tsar Ivan le Terrible touche à sa fin vers 1584 et le souverain craint qu'il n'ait pas de successeur convenable. Son fils aîné Fedor, pieux et principalement intéressé à faire sonner les grosses cloches de l'église, montre peu d'intérêt pour le pouvoir. La septième épouse d'Ivan, Marfa, aimerait voir son fils Dimitri, encore mineur, sur le trône du tsar, elle tente de s'arranger avec l'aide de Boris Godounov. Lorsque son astrologue de cour prophétise que sa fin imminente arriverait bientôt au souverain, il nomme cinq boyards, Godounov étant l'un d'eux, et décide qu'ils exerceraient le pouvoir gouvernemental jusqu'à ce que son fils Fedor atteigne la majorité.
Immédiatement après la mort du tsar Ivan, Godounov commence ses préparatifs pour se placer sur le trône du tsar. Une lettre de Marfa, qui était en réalité adressée au conseil, lui fut transmise par le boyard Bitiagov. Elle se plaint de Godounov, qui l'a bannie de la cour. Lorsque Bitiagov dit avoir vu Dimitri et son ami Grégori pointer des flèches sur son effigie, Godounov en profite pour donner l'ordre de tuer les garçons. Bitiagov est horrifié et ne sait pas quoi faire maintenant, d'autant plus que Grégori est son fils, né de sa relation avec Anna, la nourrice de Dimitri. Une relation qu'il doit garder strictement secrète pour des raisons de statut. Ne sachant comment contourner l'ordre de Godounov, Bitiagov fait en fait assassiner Dimitri lors de la Fête du Printemps à Ouglitch. Cependant, son propre fils Grégori est épargné et emmené en Pologne, où il est en sécurité pour le moment. Avant cela, Grégori a reçu la croix qui appartenait à Dimitri. Le voïvode Mischek trouve le garçon devant son château. Dans une lettre, il est menacé de ne chercher en aucun cas à savoir d'où vient le garçon. La croix qu'il porte résoudra l'énigme de sa filiation au bon moment.
Les cérémonies funéraires du fils d'Ivan, Fedor, décédé subitement, se préparent à Moscou lorsque la nouvelle est arrivée que Dimitri est assassiné. Godounov se fait aussitôt proclamer nouveau tsar. Il a aussi l'audace de demander à Marfa de l'épouser, en espérant que cela renforcera sa position. Lorsqu'elle refuse, Godounov la bannit au monastère de Choudova. Mais Bitiagov, qui a aidé Godounov à accéder au pouvoir, éprouve lui aussi une amère déception : au lieu d'être remercié, il le fait jeter en prison. Le boyard jure que si l'occasion se présente, il se vengera. Godounov exerce son pouvoir avec une grande impitoyabilité, les gens à travers le pays souffrent sous sa main de fer. Lorsque Bitiagov parvient à s'évader de prison après de nombreuses années, il est très affaibli et marqué par la mort. Il apprend du voïvode Mischek qu'il a élevé son fils Grégori avec beaucoup d'amour et aussi qu'il est amoureux de la fille de Mischek, Marina. Cependant, Marina est déjà fiancée à un autre homme, qui a traité Grigory de bâtard, après quoi il quitte sa maison à la hâte. Bitjagow sent que sa fin est proche et jure à Mischek que Grégori est le fils du tsar Dimitri, qui n'a pas été assassiné à l'époque. Il veut donc se venger de Godounov.
Au même moment, dans une taverne près du camp de l'armée polonaise, Grégori se heurte au comte Jaro Lenski, qui drague maladroitement la danseuse Nastia. Lorsque Grégori est alors maîtrisé par des soldats, Nastia parvient à le libérer de la tente de Lenski. Ils s'enfuient ensemble et au bout d'un moment tombent sur l'armée de Mischek. Puis, à la surprise de Grégori, quelque chose d'extraordinaire se produit, on lui dit qu'il est le fils du tsar Ivan. Mischek promet à Grégori son soutien dans la lutte contre l'usurpateur Godounov. Et tout d'un coup, Marina découvre aussi son amour pour Grégori, maintenant qu'il occupe une position aussi influente. Grégori oublie complètement ce fait qu'il y a une femme qui l'aime vraiment, Nastia. La nouvelle que le fils du tsar est vivant se répand rapidement dans tout le pays. Les tentatives désespérées de Godounov pour réfuter que Dimitri est toujours en vie échouent, d'autant plus que Marfa, à qui il a ordonné de sortir de l'isolement du monastère, résiste à ses pressions. Sachant que l'armée polonaise a maintenant pris la ville, elle assure qu'elle reconnaîtra publiquement Grégori comme étant son fils Dimitri. Cependant, elle pose la condition que Godounov doit être tué.
Grégori et Marina célèbrent une grande fête de mariage et qu'ils soient acclamés par le peuple. Marfa rappelle à Grégori sa promesse de faire tuer Godounov. Pourtant, Marina, qui ne voulait que le poste aux côtés d'un homme d'influence, se tourne vers son ancien fiancé et amant. Mais les boyards, voyant leur influence décliner, organisent un soulèvement et libèrent Godounov de prison. Puis ils renversent Grégori, qui se bat avec acharnement mais ne peut rien contre l'écrasante majorité. Nastia est de nouveau là et tente tout pour l'aider, mais finalement elle ne peut plus rien faire. Tout ce qu'elle peut faire, c'est s'agenouiller avec sa mère Anna devant le cadavre de Grégori et endurer la façon dont il est moqué par la foule même dans la mort.

## Fiche technique
- Titre : Boris Godounov
- Titre original : Der falsche Dimitry
- Réalisation : Hans Steinhoff
- Scénario : Hans Steinhoff, Paul Beyer
- Direction artistique : Walter Reimann
- Photographie : Helmar Lerski
- Producteur : Hanns Lippmann
- Société de production : Gloria-Film
- Société de distribution : UFA
- Pays d'origine :  République de Weimar
- Langue : allemand
- Format : Noir et blanc - 1,33:1 - 35 mm
- Genre : Drame
- Durée : 2 694 m
- Dates de sortie :
  -  République de Weimar : 15 décembre 1922.
  -  Finlande : 11 mars 1923.
  -  France : 23 novembre 1923.

## Distribution
- Alfred Abel : le tsar Ivan le Terrible
- Agnes Straub : la tsarine Marfa
- Eugen Klöpfer : Boris Godounov
- Paul Hartmann : Pierre Grégori
- Gina Relly : Nastia
- Josef Klein : le boyard Chouiski
- Eduard von Winterstein : le boyard Bielsky
- Leopold von Ledebur : le voïvode Mnisek
- Hanni Weisse : Marina, sa fille
- Friedrich Kühne : le boyard Bitzagovski
- Ilka Grüning : Pavlova, la nourrice
- Wilhelm Diegelmann : Job, le patriarche
- Hans Albers : le comte Jaro Lenski
- Harry Hardt : le prince Leschinsky
- Erhard Siedel (de), Arthur Bergen (de), Hugo Döblin, Heinrich Gotho : Bur, Lar, To, le chaman sorcier
- Vassili Vronski : le boyard Mitislawsky
- Fritz Achterberg (de) : Odowalsky, ami de Leschinsky
- Heinrich Schroth : le boyard Yourev
- Gertrud von Hoschek : Dimitri, jeune
- John Gottowt : le bouffon d'Ivan
- Jaro Fürth (de) : le pope Nikon
- Oscar Sabo : Pilski, un paysan polonais
- Georg Baselt (de) : Krasinski, le patron de Herberg
- Tatiana Tarydina : la femme de Krasinski, patronne
- Lothar Müthel : Boguslawski, émissaire polonais
- Georg H. Schnell : Bronsky, un confident de Bitiagov
- Franz Egenieff (de) : Sartov, un confident de Bitiagov
- Hans Heinrich von Twardowski : Fedor, tsarévitch

## Production
En raison des critiques positives et de la qualité de son premier film, Kleider machen Leute (de), le producteur Hanns Lippmann découvre Steinhoff et l'amène à Berlin pour trois productions. Au début des années 1920, Steinhoff est le troisième metteur en scène (après Leopold Jessner et Karl Grune) à être signé par Lippmann. Pour Steinhoff, cet engagement est un coup de chance dans la mesure où il est trop heureux de tourner du matériel historique lorsqu'il fonde sa société cinématographique Volvo-Film. Cependant, le film qu'il a en tête sur Boris Godounov, tsar et grand-duc de Russie, est trop cher pour un si petit studio de cinéma.
Le rôle d'Ivan est à l'origine destiné à Ludwig Hartau et celui de Nastia à Aud Egede-Nissen.
Le tournage a lieu de la mi-mai à la fin août 1922 à Staaken et dans le hangar à dirigeables. La plupart des costumes sont empruntés à l'opéra de Dresde. Le film est produit par Gloria-Film GmbH (Berlin) pour le compte d'Universum-Film AG (UFA), Berlin. Le film, qui avait pour titre provisoire Demetrius, a une longueur de 6 actes égale à 2 694 mètres. La version restaurée a une longueur de 2 042 mètres, soit 82 minutes à 22 images par seconde. La distribution est assurée par la filiale de l'UFA, Hansa Film distribution. Treize exemplaires du film sont en circulation en Allemagne en 1923, dont trois à Berlin.

## Source de traduction
- (de) Cet article est partiellement ou en totalité issu de l’article de Wikipédia en allemand intitulé « Der falsche Dimitry » (voir la liste des auteurs).

1. ↑  Le Camériste, « Entre nous », Cinéa, no 59,‎ 15 avril 1926, p. 33 (lire en ligne)
2. 1 2  (de) hc, « Der falsche Dimitry », sur Musée historique allemand, 2014 (consulté le 18 janvier 2023)